# Міхал Фрідріх
Міхал Фрідріх (чеськ. Michal Frydrych, нар. 27 лютого 1990) — чеський футболіст, захисник клубу «Банік» (Острава).

## Клубна кар'єра
Вихованець клубу «Банік», в академії якого виступав з 2004 року. 2010 року був переведений до першої команди, в якій провів шість сезонів, взявши участь у 118 матчах чемпіонату.
У вересні 2015 року за 5 мільйонів чеських крон перейшов у «Славію». Також празька команда віддала в оренду двох гравців Марека Червенку та Мартіна Достала. У сезоні 2016/17 виграв з командою чемпіонат Чехії, а у наступному сезоні 2017/18 виграв національний Кубок. Станом на 30 липня 2018 року відіграв за празьку команду 61 матч в національному чемпіонаті.

## Виступи за збірну
2012 року залучався до складу молодіжної збірної Чехії. На молодіжному рівні зіграв у 4 офіційних матчах.

## Титули і досягнення
- Чемпіон Чехії (3):

«Славія» (Прага): 2016-17, 2018–19, 2019–20
- Володар Кубка Чехії (2):

«Славія» (Прага): 2017-18, 2018–19